# Terumune Date
Terumune Date (伊達 輝宗, Date Terumune; 1544 – 29. listopadu 1585) byl následovníkem kokudžina Harumuneho Date. Šógun Jošiteru Ašikaga jej jmenoval 16. hlavou klanu a odměnil ho právem užívat ve jménu slabiky Teru. Od svých sedmnácti let Terumune rozšiřoval své državy z hradu Jonezawa až po 30 okrsků v okolí. Roku 1584 se Terumune vzdal své funkce ve prospěch svého nejstaršího syna Harumuneho. Terumune však pokračoval v bojích proti odvěkému nepříteli, klanu Hatakejama. Jošicugu Hatakejama dokázal během mírových rozhovorů Terumuneho unést, během transportu na sídlo Hatakejamů se však strhla šarvátka, během které byl Terumune zabit.
Terumune byl také věrným spojencem Nobunagy Ody, se kterým si po roce 1574 vyměnil spoustu dopisů.
| klan Date                 | klan Date               | klan Date               |
| ------------------------- | ----------------------- | ----------------------- |
| Předchůdce: Harumune Date | 1543–1585 Terumune Date | Nástupce: Masamune Date |